# Mo Jan
Guan Moje (poenostavljeno kitajsko: 管谟业; tradicionalno kitajsko: 管謨業; pinjin: Guǎn Móyè, bolj znan pod njegovim psevdonimom Mo Jan, kitajski pisatelj, nobelovec, * 17. februar 1955, Gaomi, Šandong, Ljudska republika Kitajska.
Imenovali so ga za »enega najbolj znanih kitajskih pisateljev, ki je bil večkrat prepovedan in pogosto kopiran«. Jim Leach ga ima za kitajski odgovor na Franza Kafko in Josepha Hellerja.
Bralcem na zahodu je najbolj znan njegov roman iz leta 1987 Klan rdečega sirka; Dele romana Rdeči Sirek in Sirkovo vino so kasneje prilagodili za film Rdeči Sirek. Leta 2012 je Mo prejel Nobelovo nagrado za književnost, kot pisatelj, »katerega halucinantni realizem združuje ljudsko pripoved, zgodovino in sodobnost«.

## Zgodnja leta
Mo Jan se je rodil leta 1955 v kmečki družini v okraju Gaomi province Šantung; rojstna občina Dalan nastopa v njegovih romanih kot "Severovzhodna občina" okraja Gaomi. Moju je bilo 11 let, ko je izbruhnila Kulturna revolucija, zapustil je šolo in postal kmet. Star 18 let se je zaposlil v tovarni bombaža. V tem obdobju, ki sovpada z nizom političnih kampanj pod Mao Cetungom, od Velikega koraka naprej do Kulturne revolucije, je njegov dostop do literature bil v glavnem omejen na romane v socialističnem realističnem slogu, ki so se ukvarjali predvsem s temami razrednega boja in konfliktov.
Ob koncu Kulturne revolucije leta 1976 se je Mo prijavil v Ljudsko osvobodilno vojsko (LOV), in začel je še kot vojak pisati. V tem po-revolucionarnem obdobju, ko je prišel na plan kot pisatelj, so na njegova dela vplivala tako lirska kot tudi epska dela iz kitajske literature, pa tudi prevodi tujih avtorjev, kot sta bila William Faulkner in Gabriel García Márquez.
Leta 1984 je prejel literarno nagrado Revije LOV in istega leta začel z izobraževanjem na Umetnostni akademiji Ljudske Osvobodilne Vojske, kjer se je prvič podpisal s svojim umetniškim imenom Mo Jan. Svojo prvo novelo, Prozorna redkev, je objavil leta 1984 in z romanom Rdeči Sirek v letu 1986 začel svojo kariero kot nacionalno priznan pisatelj. Leta 1991 je pridobil magisterij iz literature na Pekinški univerzi.

## Umetniško ime
"Mo Jan"— kar pomeni "ne govori" v Kitajščini — je njegovo umetniško ime. V nekem intervjuju je pojasnil izvor imena z opozorilom svojih staršev, da naj bo zaradi političnih razmer v petdesetih letih, ko je odraščal, tiho, kadar je od doma. Ime tudi namiguje na tematiko njegovih del, ki na Moju značilen način interpretirajo kitajsko politično in spolno zgodovino.

## Nobelova Nagrada za književnost, 2012
11. oktobra 2012, je švedska Akademija sporočila, da je Mo Jan dobil Nobelovo nagrado za književnost za svoje delo, katerega »halucinirajoči realizem združuje ljudsko pripoved, zgodovino in sodobnost«. V starosti 57 let je postal 109. prejemnik nagrade in prvi Nobelov nagrajenec za literaturo iz kopenske Kitajske. V svoji lavdaciji je Per Wästberg pojasnil: »Mo Jan je pesnik, ki trga stereotipne propagandne plakate in dviga posameznika iz brezosebne človeške mase. S posmehom in sarkazmom Mo Jan napada zgodovino in njene potvorbe, kot tudi pomanjkanje in politično hinavščino.«
Vodja švedske akademije Peter Englund je bil manj formalen »Njegovo pisanje je presneto enkratno. Ko enkrat preberete pol strani Mo Jana, ga boste vedno lahko takoj prepoznali.«

## Seznam del
Mo Jan je napisal 11 romanov in več novel ter zbirk kratkih zgodb. To je popoln seznam del Mo Jana, kot so bila objavljena na Kitajskem v zbirki leta 2012 (potem ko je pisatelj dobil Nobelovo nagrado).

### Romani
- 《红高粱家族》 Rdeči sirek (1986)
- 《天堂蒜薹之歌》 , Balade o česnu (1988)
- 《十三步》 Trinajst korakov (1988)
- 《食草家族》 Družina rastlinojedcev(1993)
- 《酒国》 Vinska republika: roman (1993)
- 《丰乳肥臀》 Velike Prsi In Široki Boki (1995)
- 《红树林》 Rdeči gozd (1999)
- 《四十一炮》 Bum! (2003)
- 《生死疲劳》 Življenje in smrt me izčrpavata (2006)
- 《檀香刑》 Sandalovine smrt (2008)
- 《蛙》 Žaba (2009)

### Zbirke kratkih zgodb in novel
- 《白狗秋千架》 Beli pes in gugalnica (30 kratkih zgodb, 1981-1989)
- 《与大师约会》 Srečanje mojstrov (45 kratkih zgodb, 1990-2005)
- 《欢乐》 Veselje (8 novel)
- 《怀抱鲜花的女人》 Žena s cvetjem (8 novel)
- 《师傅越来越幽默》Šifu: vse samo za en smeh (9 novel)

### Druga dela
- 《会唱歌的墙》 Stena lahko poje (60 esejev, 1981-2011)
- 《我们的荆轲》 Naš Jing Ke (drama)
- 《碎语文学》 Polomljena filozofija (razgovori, na voljo le v kitajščini)
- 《用耳朵阅读》 Ušesa za branje (govori, na voljo le v kitajščini)
- 《盛典:诺奖之行》 Velika slovesnost